# Онушкис
Онушкис (лит. Onuškis, ранее рус. Ганушишки) — местечко в Тракайском районе Вильнюсского уезда Литвы. Центр Онушкисского староства. 
Имеется Онушкисский костёл святых апостолов Филиппа и Иакова (построен в 1829 году). 

## География
В местечке около озера Кяреплис находится Онушкисский лес. Также в деревне имеется 2 пруда. 

## Население
| 1833                           | 1862 | 1897 | 1905 | 1923 | 1950 | 1959 |
| ------------------------------ | ---- | ---- | ---- | ---- | ---- | ---- |
| 111                            | 187  | 577  | 190  | 609  | 668  | 656  |
| 1970                           | 1979 | 1980 | 1986 | 1989 | 2001 | 2011 |
| 676                            | 764  | 764  | 647  | 646  | 584  | 519  |
| Гистограмма динамики населения |      |      |      |      |      |      |

### Известные жители
- Гирш Леккерт (1879—1902), российский революционер, по профессии сапожник[15];
- Римантас Цемнолонскис[лит.] (род. 1993), литовский журналист, публицист и редактор.

## Города-побратимы
- Лашки, Польша.